# Type 16 SNCB
 (décembre 2021).
Si vous disposez d'ouvrages ou d'articles de référence ou si vous connaissez des sites web de qualité traitant du thème abordé ici, merci de compléter l'article en donnant les références utiles à sa vérifiabilité et en les liant à la section « Notes et références ».
Ne doit pas être confondu avec les locomotives à vapeur du Type 16 (1897) et les locomotives électriques de la Série 16 SNCB.
La type 16 des chemins de fer belges (SNCB) était un modèle de locomotive à vapeur d'inspiration anglaise pour trains locaux, express et trains de banlieue de disposition "Atlantic" (disposition d'essieux 221T) mise en service entre 1907 et 1913 (sauf les prototypes qui datent de 1905).
Comme toutes les locomotives des types 14 à 20, le type 16 est issu de la classe 721 "Dunalastair" (en) du Caledonian Railway (en) conçues par l'ingénieur John F. McIntosh (en) dont elles sont une version tenderisée. 
Il s'agit d'une évolution, munie de la surchauffe, du type 15 à foyer mi-profond. Elles arpentent les rails de Belgique jusqu'en 1964 alors que les dernières type 15 éteignent leurs feux en 1959. La type 14, moins puissante et dépendant des briquettes comme combustible à cause de son foyer profond, disparaît en 1948.

## Genèse
Les types 14 et 15 sont apparus en 1900 ; ils dérivent du type 17, munie de roues motrices plus petites , d'un essieu porteur arrière et de soutes pour l'eau et le charbon car il s'agit de locomotives-tender. Le type 15, capable de brûler des charbons moins onéreux que les briquettes, assignées au type 15 à foyer profond (futur type 14), eut le plus de succès.
En 1905, année où la surchauffe fait son apparition en Belgique, un prototype dérivé du type 15 à foyer profond doté d'un surchauffeur Schmidt est commandé à la société Zimmerman-Hanrez et exposé à l’Exposition universelle de Liège de 1905. Elle est suivie par 78 autres locomotives, appelées type 15S, construites de 1907 à 1913.

## Caractéristiques
Sur les lignes principales, la masse adhérente maximale d'une type 15 à foyer mi-profond (soutes pleinement chargées) est de 35,2 t, au lieu de 34,5 pour une Type 15 et 32,5 pour une type 14. Comme toutes les locomotives-tender, son poids adhérent va décroissant au fur et à mesure que sont consommées l'eau et le charbon. Avec des réserves faibles sur des rails glissants, les locomotives type 14, 15 et 16 peuvent souffrir de patinages, devant escalader certaines pentes à vitesse réduite.

## Carrière et services effectués
Plus puissantes et économes que les type 15 originelles, les locomotives type 16 les remplacent sur certains omnibus lourds, directs et semi-directs avant et après 1914.
De nombreuses locomotives type 15 de toutes versions confondues ont été détruites ou endommagées au-delà de toutes réparations durant la Première Guerre mondiale.
En 1925, la renumérotation du matériel des Chemins de fer de l’État belge (qui deviennent la SNCB l'année suivante) permet de séparer ces trois sous-séries à la numérotation imbriquée :
- Le type 15 à foyer profond est renuméroté type 14 ;
- Le type 15 à foyer mi-profond reste le type 15 ;
- Le type 15S, à surchauffe, est renuméroté type 16, les Mogul de forte puissante construites vers 1897 qui étaient également appelées type 16 ayant au préalables toutes été mises hors-service.

Durant l'entre-deux-guerres, les locomotives type 16 bénéficient d'améliorations dont l'installation d'une extension de la soute à charbon sur le toit de la cabine avec une trémie. Cette amélioration, qui a aussi concerné les locomotives type 14 et 15, porte la capacité en charbon à 4 t au lieu de 2.

## Fin de carrière et préservation
Après la Seconde Guerre mondiale, la SNCB fait face à la fermeture de lignes locales et au remplacement de courtes rames tractées par des autorails. Les locomotives type 14 sont les premières à disparaître, leurs ultimes représentantes étant radiées en 1948.
Les dernières locomotives du type 15 se maintiennent jusqu'en 1952-1959, notamment sur les lignes de l'Entre-Sambre-et-Meuse, aux côtés des locomotives type 16.
Le dépôt de Bruges conserve son contingent de type 16 avec un roulement de 8 journées jusqu'à leur remplacement par des autorails type 554 en 1952-1953, notamment sur la ligne 58, puis l'électrification de la ligne vers Ostende en 1954. Le dépôt de Baulers emploie les siennes en service voyageurs sur un vaste ensemble de lignes, vers Charleroi, Fleurus, Châtelineau mais aussi jusque Haine-Saint-Pierre, Braine-le-Comte, Ottignies et Soignies ainsi que sur quelques dessertes voyageurs vers Bruxelles et marchandises vers Braine-l'Alleud. La ligne 124 est électrifiée en 1949 et le dépôt ferme ses portes en 1951 ; les type 16 sont mutées à Luttre mais les autorails type 553 et 554 leur enlève la plupart de leurs services, leur laissant des parcours vers Braine-le-Compte et Soignies ou Clabecq jusqu'en 1956. Anvers-Berchem en possède quelques-unes entre 1949 et 1953. Visé reçoit des type 16 en 1954 afin de remplacer des type 96 sur les dessertes vers Liège-Longdoz ou Flémalle mais le déclin du trafic entraîne leur remplacement au bout de deux ans par de petits autorails type 551. Les type 16 apparaissent à Tamines en 1954 et effectuent toutes les dessertes voyageurs de la ligne 144 ainsi que quelques trains sur les lignes 130 et 150 ; des type 64 leur succèdent en 1957. Longtemps un bastion du type 15, Walcourt reçoit ses premières type 16 en 1955 jusqu'à ce que l'arrivée des autorails aérodynamiques des types 608 et 620, chassés des grandes lignes par l’électrification n'entrainent leur retrait en 1960-1961. Termonde reçoit des type 16 en 1945 où elles tractent des trains légers vers plusieurs destinations, y compris la gare de Bruxelles-Allée-Verte ; leurs prestations vers Bruxelles, Gand et Louvain décroissent à partir de 1956 et les dernières, affectées à des convois de voyageurs ou de marchandises, sont remplacées par des diesels type 212 en 1962. Malgré la présence croissante d'autorails à ce dépôt, Haine-Saint-Pierre conserve un fort effectif de 1946 à 1960, les utilisant entre autres sur les lignes vers Soignies et Écaussinnes ; les dernières disparaissent en 1962. Saint-Ghislain emploie ses type 16 sur un vaste ensemble de lignes, partagées avec la remise d'Ath qui reçoit les type 16 d'Anvers-Berchem et Luttre. Les dernières type 16 de Saint-Ghislain sont déplacées vers la remise de Mons en 1962, rapidement remplacées par des diesels type 210. Malgré l'arrivée à Ath de locomotives diesel type 200 et d'autorails type 554, quelques type 16 restent utilisées sur des trains de faible tonnage. Dernières représentantes de la série, les quatre dernières sont retirées au plus tard en septembre 1964 quelques mois après l'arrivée de type 212.
Aucune locomotive de type 14 et 15 n'a été sauvegardée. La seule représentante de cette famille est la 16.042 qui appartient aux collections historiques de la SNCB et est (en 2023) exposée au musée de Treignes. Construite par Tubize et livrée le 17 juin 1909 sous le numéro 3942, elle fut radiée le 30 juillet 1964.

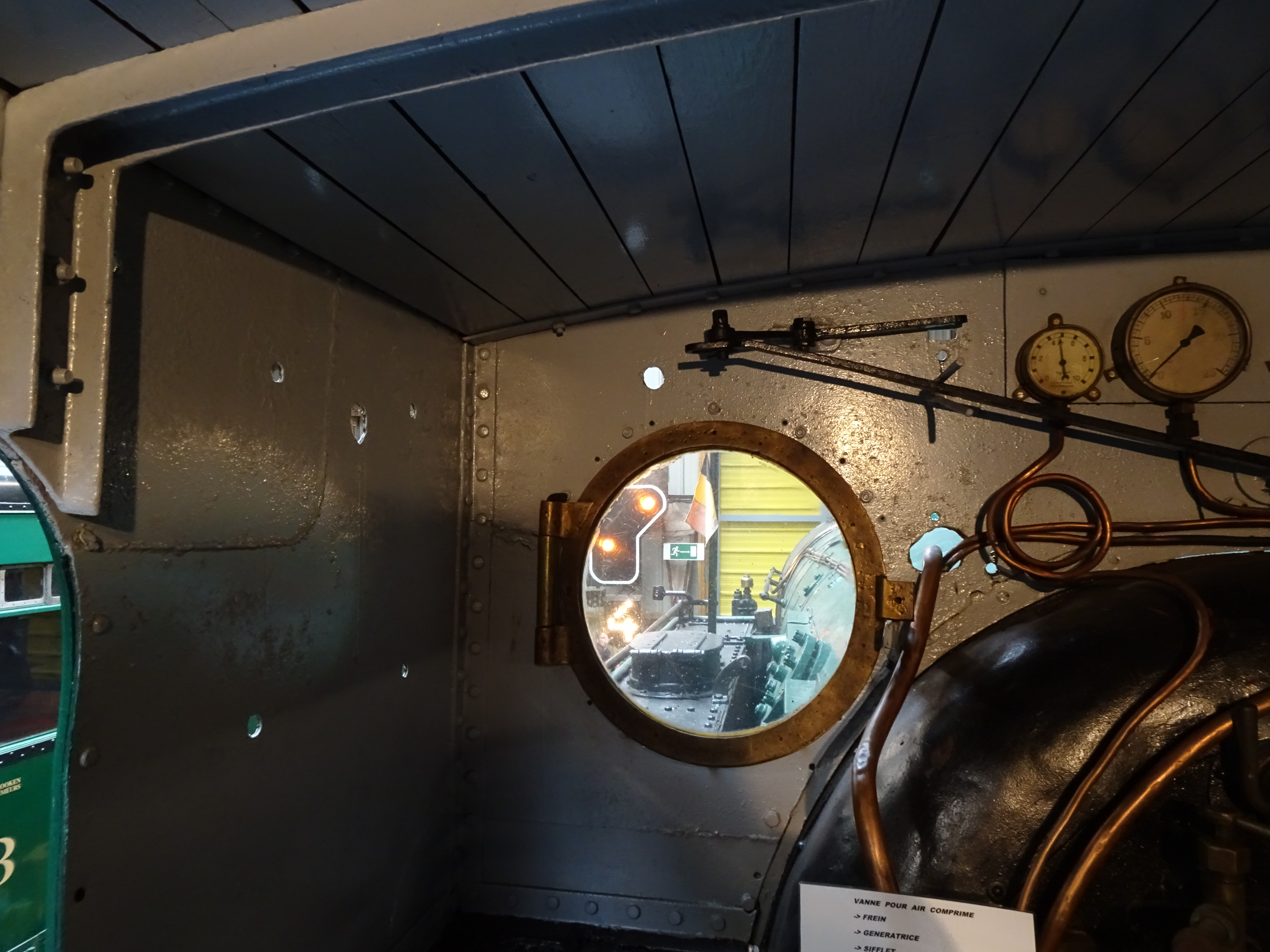
Cabine de conduite de la 16.042.
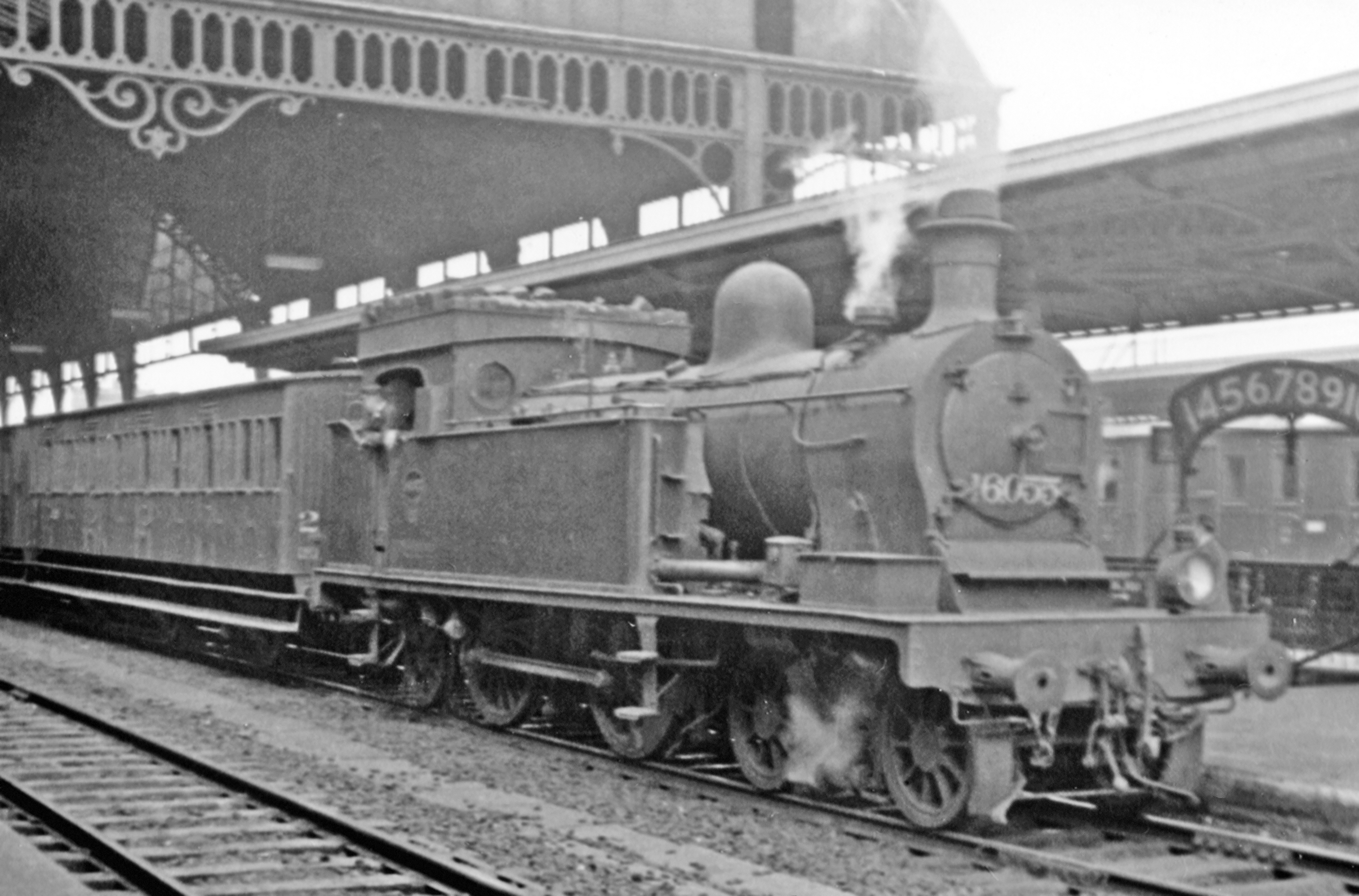
La 16.055 (Carels, 1909) en tête de voitures GCI à Charleroi-Sud.
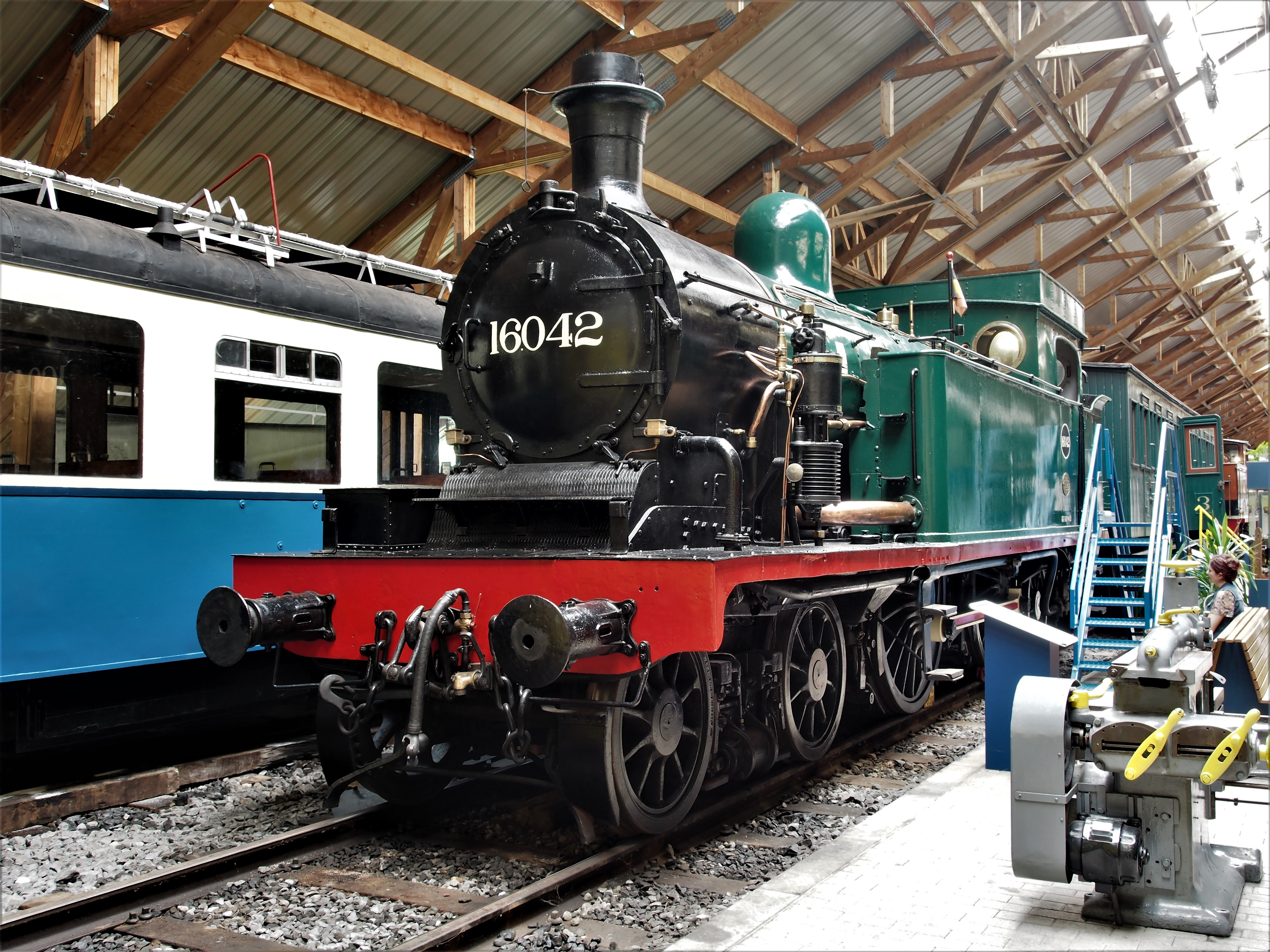
La 16.042 au musée de Treignes.